# アルバン・ベルク
アルバン・マリーア・ヨハネス・ベルク（Alban Maria Johannes Berg, 1885年2月9日 - 1935年12月24日）は、オーストリアの作曲家。
アルノルト・シェーンベルクに師事し、アントン・ヴェーベルンと共に、無調音楽を経て十二音技法による作品を残した。十二音技法の中に調性を織り込んだ作風で知られる。

## 経歴
ベルクはウィーンで富裕な商家の子供として生まれた。幼い時から音楽や文学に興味を抱き早熟な少年時代を送る。15歳の時、父が没した頃から独学で作曲を試みるようになる。この時の現存する多数の歌曲は1980年まで封印されていた。
1902年にはベルク家の別荘で働いていた女中、マリー・ショイヒルとの間の私生児（娘）の父となり、翌年にはギムナジウムの卒業試験に失敗して自殺を図るなど10代後半の私生活は波瀾に彩られたものだった。
1904年、ベルクの兄が弟の作品をシェーンベルクのもとに持ち込み、シェーンベルクや同門のヴェーベルンとの交友が始まる。ベルクはギムナジウム卒業後、公務員となるが作曲活動に打ち込むためわずか2年で辞職し、ウィーン国立音楽院に入学。
1907年、『4つの歌曲』作品2などの曲で本格的な作曲家デビューを飾る。
1908年7月23日、宿痾の病となる喘息を発病、この時23歳だったベルクは「23」という数字を自己の運命の数と決め、この数は以後の作品の構成を彩る事になる。
1911年、声楽を学んでいたヘレーネ・ナホフスキーと結婚。ヘレーネの母アンナはオーストリア皇帝フランツ・ヨーゼフ1世の愛人として知られ、ヘレーネは皇帝の庶子とも言われており、ベルクの周辺では気位の高い女性として知られていた。
1912年、『アルテンベルク歌曲集』作品4を完成するも師シェーンベルクの反応は色よいものではなく、この歌曲集の完全初演はベルクの死の17年後まで持ち越される。
1914年、ゲオルク・ビューヒナーの戯曲『ヴォイツェック』の上演に接したベルクはこの戯曲を基にした無調音楽のオペラの作曲を始めたが、この年に第一次世界大戦が勃発、翌年から兵役に服する事になり作曲が不可能になったが、1917年になって休暇を与えられ、歌劇『ヴォツェック』作品7の作曲再開に踏み切った。『ヴォツェック』の完成はその5年後の事である。
「ヴォツェック」完成後、シェーンベルク50歳の誕生日に献呈するべく、ピアノ・ヴァイオリン・13管楽器のための室内協奏曲に取り組むも50歳の誕生日（1924年9月13日）には間に合わず、1925年に完成する。
その同じ年に歌劇「ヴォツェック」がベルリン国立歌劇場でエーリヒ・クライバーの指揮によって初演された。初演にあたって34回ものオーケストラ練習と14回のアンサンブル練習が行われ、分奏を含めると総計150回の練習が行われたという。ベルクと指揮者は激しい批判に晒されるが、この作品によってベルクの作曲家としての名声は揺るがぬものとなった。この年、プラハ訪問中に知り合ったハンナ・フックス＝ローベッティーンとの不倫関係が始まり、この関係から『抒情組曲』という音楽的果実が実る事になった。
1928年、フランク・ヴェーデキントの戯曲「地霊」および「パンドラの箱」に基づく歌劇『ルル』の作曲に取り掛かるも、翌年には「ルル」の作曲を一時中断、演奏会用アリア『ワイン』を作曲した。
「ヴォツェック」の成功によって順調であるかに見えたベルクの作曲家人生は、1933年のナチス・ドイツ政権発足によって暗転する。師シェーンベルクと共に（ベルクはユダヤ人ではないが）ベルクの音楽も「退廃音楽」のレッテルが貼られ、ドイツでの演奏が不可能になる。
1935年、アルマ・マーラーと彼女の2番目の夫ヴァルター・グロピウスとの娘でベルクも可愛がっていた、マノン・グロピウスの訃報に接し、「ルル」作曲の筆を再び置いて、ベルクとしては異例の速筆でヴァイオリン協奏曲（「ある天使の想い出に」）を書き上げる。しかし、協奏曲完成の直前に虫刺されが原因で腫瘍ができ、これが悪化、手術を受けるも敗血症を併発しこの年の12月24日に50年の生涯を閉じた。
未完のまま遺された「ルル」は完成していた2幕までと「ルル組曲」の抜粋という形で初演されたが、未亡人ヘレーネは補筆を禁じ、3幕の形での「ルル」（フリードリヒ・ツェルハ補筆版）初演はヘレーネ没後の1979年にパリのオペラ座にて行われた（パトリス・シェロー演出、ピエール・ブーレーズ指揮）。ヘレーネがここまで頑なになったのは、第二次世界大戦後にショイヒルの子と会ったこと、ベルクとアルマの三番目の夫の姉ハンナとの不倫を知ったことによる夫への反感から情報をコントロールしようとしたことが原因であるとする説もある。

## その他
小惑星(4528) Bergはベルクの名前にちなんで命名された。

## 主要作品
- 7つの初期の歌曲
- ピアノ・ソナタ op. 1
- 弦楽四重奏曲 op. 3
- アルテンベルク歌曲集 op. 4
- 管弦楽の為の3つの小品 op. 6 （1914年 - 1915年/1929年改訂）
- 歌劇『ヴォツェック』 op. 7 （1925年初演）
- 室内協奏曲 （1923年 - 1925年）
- 抒情組曲 （1925年 - 1926年）
- ヴァイオリン協奏曲 （1935年）
- 歌曲集「私の両眼を閉じてください」
- 管弦楽伴奏歌曲「ワイン」
- 歌劇『ルル』（1928年 - /未完成）
- 編曲
  - フランツ・シュレーカーの歌劇《はるかなる響き》のヴォーカルスコア（1911年）
  - アルノルト・シェーンベルクの《グレの歌》のヴォーカルスコア（1912年）
  - シェーンベルクの《弦楽四重奏曲第2番》の後半2楽章（同上）
  - ヨハン・シュトラウス2世のワルツ《酒、女、歌》（1921年）